# Azões
Azões ist ein Ort und eine ehemalige Gemeinde (Freguesia) im Norden Portugals.
Azões gehört zum Kreis Vila Verde im Distrikt Braga. Die Gemeinde hatte eine Fläche von 1,6 km² und 315 Einwohner (Stand 30. Juni 2011).
Am 29. September 2013 wurden die Gemeinden Azões, Portela das Cabras, Duas Igrejas, Rio Mau, Goães, Godinhaços und Pedregais zur neuen Gemeinde União das Freguesias da Ribeira do Neiva zusammengeschlossen.